# Exist † trace

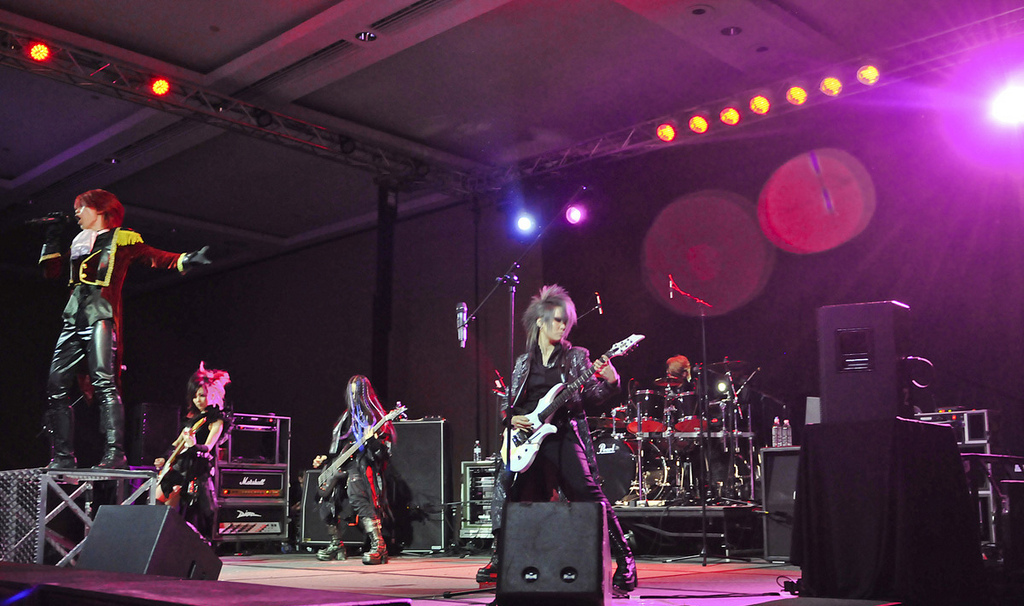
Exist † trace

exist†trace為日本視覺系樂團，全員皆為女性。

## 簡歷
- 於2003年6月組成，2006年10月到2008年12月隸屬於Sequence Records。
- 2008年5月17日活動休止，同年8月29日活動再開。
- 2009年1月開始為Monster's inc所屬。
- 2011年以《TRUE》這張迷你專輯於主流出道。

## 結成
- 主唱ジョウ跟貝斯手猶人為高中同學，而鼓手Mally則是和貝斯手猶人為國中小學時期認識的友人。
- 吉他手miko則是看到猶人刊登在雜誌《FOOL'S MATE》的成員募集因而加入。
- 最後加入的是吉他手乙魅（2004年3月），則是看到網路上的成員募集而加入exist†trace。

## 海外巡迴
- 2008年10月與Black：List一同到歐洲巡迴
- 2010年5月在歐洲英國倫敦、法國巴黎、荷蘭、德國柏林等地舉行歐洲巡迴
- 2011年4月到美國華盛頓的「SAKURA CON」舉辦個唱
- 2012年3月在美國的紐約、波士頓、匹茲堡及費城等地舉行東海岸巡迴

## 團員
Vocal：ジョウ(Jyou)
- 4月10日生，AB型
- 喜歡迪士尼跟拉麵

Guitar：乙魅（Omi）
- 3月20日生，AB型
- 喜歡的動物是貓
- 擅長書法

Guitar：miko
- 3月7日生，B型
- 喜歡的動物是兔子
- 小時候曾住在美國的德克薩斯州

Bass：猶人(Naoto)
- 10月5日生，B型
- 喜歡酒、香菸跟月亮還有LIVING DEAD DOLLS
- 香菸的愛用品牌是Seven Stars

Drums：Mally
- 11月27日生，A型
- 喜歡喝咖啡跟肌肉訓練
- 擅長料理跟畫畫

## 作品
MD
- 灰ノ雪 (2005.2.2)
- 黒霧 (2005.7.1)

單曲
- Ambivalence (2005.8.28)
- Funeral bouquet (2006.2.15)
- Riot (2006.7.17)
- Liquid (2007.7.18)
- KNIFE (2010.6.12)

專輯/迷你專輯
- Annunciation-the neretic elegy- (2006.12.13)
- Demented show 20070715 (2007.7.18)
- Recreation eve (2008.11.19)
- VANGUARD-of the muses- (2009.4.22)
- Ambivalent Symphony (2009.10.21)
- TWIN GATE (2010.11.3)
- TRUE(2011.06.15)
- THE LAST BREAK (2011.10.19)
- VIRGIN (2012.5.23)

LIVE DVD
- -JUST LIKE A VIRGIN- 2012.6.23 at SHIBUYA O-WEST  (2012.11.28)

## 其他
團的代表數字為「19」。

exist†trace寫成日文片假名為，後來簡單稱呼為。
而和日文的19發音相近因此而來。

## 外部連結
- exist†trace官方網站（页面存档备份，存于）
- exist†trace官方twitter（页面存档备份，存于）
- exist†trace官方facebook（页面存档备份，存于）
- ジョウ官方部落格（页面存档备份，存于）
- 乙魅官方部落格（页面存档备份，存于）
- miko官方部落格（页面存档备份，存于）
- 猶人官方部落格（页面存档备份，存于）
- Mally官方twitter（页面存档备份，存于）